# Fabriciana virgata
Fabriciana virgata är en fjärilsart som beskrevs av Tutt 1896. Fabriciana virgata ingår i släktet Fabriciana och familjen praktfjärilar. Inga underarter finns listade i Catalogue of Life.